# فرویدنبورگ
فرویدنبورگ (به آلمانی: Freudenburg) یک شهر در آلمان است که در تریر-زاربورگ واقع شده‌است. فرویدنبورگ ۱٬۴۸۵ نفر جمعیت دارد.